# ناميش تانيجا
ناميش تانيجا ممثل هندي من مواليد 11 شتنبر 1994. أول أدواره كان في سنة 2013 في مسلسل Ekk Nayi Pehchaan «بدور» «شيراج»، أما أهم «أدواره» فهو دور «لاكشي ماهيشواري» بمسلسل «ومن الحب ما قتل».

## أعماله
| السنة     | العمل                    | الدور           | مع             |
| --------- | ------------------------ | --------------- | -------------- |
| 2013-2014 | Ekk Nayi Pehchaan        | شيراج           |                |
| 2014      | Pyaar Tune Kya Kiya      | سيد "Sid"       | سيدهي كاروا    |
| 2015-2016 | ومن الحب ما قتل          | لاكشي ماهيشواري | تيجاسوي براكاش |
| 2016      | Comedy Nights Live       | الممثل نفسه     | تيجاسوي براكاش |
| 2016      | Comedy Nights Bachao     | الممثل نفسه     | تيجاسوي براكاش |
| 2017-2018 | Ikyawaan                 | ساثاي           | براتشي تيهلان  |
| 2018      | Main Maayke Chali Jaungi | سامار           | سريشتي جاين    |

## روابط خارجية
- ناميش تانيجا على موقع IMDb (الإنجليزية)